# Torymus biarticulatus
Torymus biarticulatus är en stekelart som först beskrevs av Mayr 1885.  Torymus biarticulatus ingår i släktet Torymus och familjen gallglanssteklar. Inga underarter finns listade i Catalogue of Life.